# Taft (Oklahoma)
Taft és un poble dels Estats Units a l'estat d'Oklahoma. Segons el cens del 2000 tenia 349 habitants.

## Demografia
Segons el cens del 2000, Taft tenia 349 habitants, 136 habitatges, i 87 famílies. La densitat de població era de 88,1 habitants per km².
Dels 136 habitatges en un 33,1% hi vivien nens de menys de 18 anys, en un 36% hi vivien parelles casades, en un 23,5% dones solteres, i en un 35,3% no eren unitats familiars. En el 31,6% dels habitatges hi vivien persones soles el 12,5% de les quals corresponia a persones de 65 anys o més que vivien soles. El nombre mitjà de persones vivint en cada habitatge era de 2,57 i el nombre mitjà de persones que vivien en cada família era de 3,3.
Per edats la població es repartia de la següent manera: un 35% tenia menys de 18 anys, un 7,2% entre 18 i 24, un 20,1% entre 25 i 44, un 19,8% de 45 a 60 i un 18,1% 65 anys o més.
L'edat mediana era de 36 anys. Per cada 100 dones de 18 o més anys hi havia 65,7 homes.
La renda mediana per habitatge era de 18.889 $ i la renda mediana per família de 26.500 $. Els homes tenien una renda mediana de 20.417 $ mentre que les dones 17.813 $. La renda per capita de la població era d'11.278 $. Entorn del 23% de les famílies i el 33,7% de la població estaven per davall del llindar de pobresa.

## Poblacions més properes
El següent diagrama mostra les poblacions més properes.